# علف ساحلی آموفیلا (گیاه)
آموفیلا یا علف ساحلی (به انگلیسی: Ammophila مشهور به beachgrass و مترادف با Psamma P. Beauv.)، سرده‌ای از گیاهان گلدار است که از دو یا سه گونه بسیار مشابه علف تشکیل شده است.
نام سرده آموفیلا از کلمات یونانی (ἄμμος - ámmos) به معنی «شن» و (φίλος - philos) به معنی «دوست» گرفته شده است. نام رایج این علف‌ها شامل علف مارام (marram)، علف خمیده (bent grass) و علف ساحلی (brach grass) است. این علف‌ها تقریباً منحصراً در ابتدای تپه‌های شنی ساحلی یافت می‌شوند. سیستم گسترده ساقه‌های زیرزمینی خزنده یا ریزوم‌های آنها به آنها اجازه می‌دهد تا در شرایط جابجایی شن‌ها و بادهای شدید رشد کنند و به تثبیت تپه‌های شنی و جلوگیری از فرسایش ساحلی کمک می‌کنند.
گونه‌های آموفیلا بومی سواحل اقیانوس اطلس شمالی هستند، جایی که معمولاً گونه غالب در تپه‌های شنی رشد می‌کنند. محدوده رشد و توسعه بومی آنها به ندرت در مناطق داخلی دیده می‌شود؛ به جز دریاچه‌های بزرگ آمریکای شمالی که استثنای اصلی است.